# سیارک ۳۰۷۰۸
سیارک ۳۰۷۰۸ (به انگلیسی: 30708 Echepolos، نامگذاری:4101T-3) سی هزار و هفتصد و هشتمین سیارک کشف شده‌است که در ۱۶ اکتبر ۱۹۷۷ کشف شد.